# Regimiento de Infantería Mecanizado 3
El Regimiento de Infantería Mecanizado 3 "Gral. Manuel Belgrano" (RI Mec 3) es una unidad de infantería del Ejército Argentino (EA) con asiento en la guarnición militar "Campamento Cura Malal" de Pigüé, Provincia de Buenos Aires, y perteneciente a la X Brigada Mecanizada "Tte. Gral. Nicolás Levalle", en el marco de la Fuerza de Despliegue Rápido (FDR).

## Historia

### Campañas
- Guerra de Independencia de la Argentina
- Primera expedición auxiliadora al Alto Perú
- Combate de Cotagaita
- Batalla de Suipacha
- Sitio de Montevideo (1811)
- Azules y Colorados
- Operativo Independencia
- Ataque al Batallón de Monte Chingolo
- Operación Soberanía
- Guerra de las Malvinas
- Batalla del monte Tumbledown
- Batalla de Puerto Argentino
- Copamiento del cuartel de La Tablada

### Guerra de la Independencia Argentina
La Primera Junta, surgida el 29 de mayo de 1810, decidió crear cuatro unidades militares para mandarlas adonde fuera necesario a fin de asegurar su autoridad e ideas revolucionarias. Así se creó esta unidad, que de inmediato a su nacimiento se dirigió a la primera expedición auxiliadora al Alto Perú llevada a cabo entre 1810 y 1812. Se dirigió al Alto Perú, participó en el combate de Cotagaita el 27 de octubre de 1810 y la batalla de Suipacha el 7 de noviembre de 1810. Al año siguiente, participó del Sitio de Montevideo.

### Modernización
En el año 1917 el Regimiento de Infantería 3 pasó a depender de la II Brigada de Infantería, 1.ª División de Ejército. A partir de 1930 dependió en forma directa del Comando de la 1.ª División de Ejército.
Luego de la Segunda Guerra Mundial la unidad pasó por su proceso de mecanización, recibiendo vehículos Universal Carrier T-16 de manufactura estadounidense, así siendo la primera unidad en tener ese tipo de materiales.

### Golpe de Estado de 1962
El 28 de marzo de 1962, el Regimiento 3 de Infantería partió de La Tablada para tomar posiciones en Buenos Aires, por orden del comandante en jefe del Ejército Raúl Poggi, con el objeto de forzar la renuncia de Arturo Frondizi. Al mediodía, el movimiento se detuvo ante una intención del Cuerpo de Caballería —de Campo de Mayo— de defender al presidente.

### Operación Independencia
El Regimiento de Infantería 3 integró el Agrupamiento B que se desplazó a la provincia de Tucumán por orden del Comando General del Ejército para reforzar la V Brigada de Infantería que llevaba adelante el Operativo Independencia. El Agrupamiento B se turnaba con los Agrupamientos A y C, creados para el mismo fin.
En el curso del mismo año, el RI 3 participó de la defensa del batallón de Monte Chingolo.

#### Desapariciones
El 1 de noviembre de 1976, el soldado Oscar Marcos Carloni cayó víctima de desaparición forzada en inmediaciones del cuartel.

### Operación Soberanía
En 1978, en cumplimiento de la Operación Soberanía, la unidad se trasladó a la ciudad de Bariloche desde octubre de 1978 a enero de 1979.

#### Guerra de las Malvinas
El Regimiento de Infantería 3 bajo el mando del teniente coronel David Comini sirvió en el flanco sur del dispositivo de defensa de Puerto Argentino, siendo componente de la X Brigada de Infantería Mecanizada del general de brigada Oscar Luis Jofre.
El Regimiento se reagrupó bajo el mando del teniente coronel Héctor Mario Giralda. Se mecanizó con vehículos TAM en 1983.

#### Copamiento del cuartel de La Tablada
El 23 de enero de 1989, un grupo de guerrilleros perteneciente al Movimiento Todos por la Patria asaltó al Regimiento de Infantería Mecanizado 3. Un camión derribó al portón de la entrada y abrió paso a seis vehículos adicionales. La unidad militar se defendió recibiendo ayuda de otras unidades e inclusive la Policía de la Provincia de Buenos Aires. Tras 30 horas de combate el Ejército recuperó los cuarteles. Un total de nueve integrantes del Ejército Argentino murieron. Entre ellos, el segundo jefe del Regimiento, mayor Horacio Fernández Cutiellos y dos conscriptos. También fallecieron tres miembros de la Policía.

### Nuevo cuartel en Pigüé
En la década del '90 el RI 3 cambió su emplazamiento a la guarnición militar de Pigüé, abadonando La Tablada luego de 50 años de permanencia ininterrumpida. En las instalaciones de Pigüé el RI 3 cumple su tarea comaprtiendo con la BAL Pigüé.

#### Libros
- Ruiz Moreno, Isidoro (2016). Comandos en acción (2.ª edición). Buenos Aires: Claridad. ISBN 978-950-620-312-2.
- Soprano, Germán (2019). «El servicio de sanidad militar en el proceso de modernización, burocratización y profesionalización del Ejército Argentino». Salud Colectiva. ISSN 1669-2381.

#### Publicaciones
- Hudson, Carlos F. (2015). «Sobre dudas y procedimientos. Crisis final y derrocamiento de Arturo Frondizi». Anuario IEHS. ISSN 0326-9671. OCLC 760442439. Consultado el 22 de septiembre de 2020.

- Datos: Q28663432